# A Billion Hits
Singles de Ross Lynch
Heard It on the Radio
(13 juillet 2012)
A Billion Hits est une chanson de Ross Lynch pour la bande son de la série télévisée Austin et Ally. La chanson, publiée le 2 avril 2012, est écrite et produite par Jeannie Lurie.

## Composition
La  chanson est composée et produite par Jeannie Lurie ; la société qui a écrit la chanson est la même que celle qui a composé And The Crowd Goes de Chris Brochu, pour la bande son de Lemonade Mouth, So Far, So Great et What to Do de Demi Lovato pour l'album Here We Go Again et Sonny, Shake It Up de Selena Gomez, pour la soundtrack Austin & Ally. Le 2 avrilla chanson est sortie sur iTunes.

## Vidéo
La première vidéo est sortie le 13 juillet 2012.  

## Track list
- U.S. / Digital download

1. A Billion Hits – 3:09

## Classement
| Chart (2012)                                | Meilleur position |
| ------------------------------------------- | ----------------- |
| UK Singles (Official Charts Company)        | 196               |
| US Billboard Bubbling Under Hot 100 Singles | 18                |

## Historique des sorties
| Pays       | Date            | Format                 | Label               |
| ---------- | --------------- | ---------------------- | ------------------- |
| États-Unis | 13 juillet 2012 | téléchargement digital | Walt Disney Records |